# Agonidium rufoaeneum
Agonidium rufoaeneum is een keversoort uit de familie van de loopkevers (Carabidae). De wetenschappelijke naam van de soort is voor het eerst geldig gepubliceerd in 1847 door Reiche.